# Walter Schüpbach
Walter Schüpbach (* 1952 im Kanton Luzern) ist ein Schweizer Autor und Maler.

## Leben
Walter Schüpbach wurde im Kanton Luzern geboren, wo er auch aufwuchs. Er besuchte Schulen in St. Erhard, Sursee und Luzern. Nach Erlangen der Maturität Typus C studierte er von 1973 bis 1981 Deutsch, Englisch und Pädagogik an der Universität Zürich, unterbrochen von einem Aufenthalt in Sheffield als German Assistant. 1981 erwarb er das Lizenziat bei Klaus Weimar über die Lyrik von Hans Magnus Enzensberger und Ingeborg Bachmann. Anschließend erhielt er Radierunterricht bei Kurt Kleinert an der Kunstgewerbeschule Zürich.
Von 1982 bis 1986 unterrichtete Schüpbach Deutsch und Englisch an der Kantonsschule Wettingen. Danach war er in einem Kindergarten der Kindernothilfe Deutschland in Santiago de Chile, einem Durchgangsheim für Asylbewerber in Wädenswil/ZH und an der Kantonsschule Sursee tätig. 1989 bis 1994 unterhielt er ein Atelier im Fabrikareal der Gießerei Öderlin in Rieden. Er fertigte Illustrationsarbeiten für Zeitungen und Zeitschriften. Seit 1990 gibt er Englisch- und Deutschunterricht am Gymnasium. Er leitete einige Jahre das Gymitheater Immensee. 1996 zog er von Luzern nach Adligenswil/LU. Ein Stipendium finanzierte ihm 2004 einen sechs Monate andauernden Aufenthalt im Atelier des Aargauer Kuratoriums in den Hackeschen Höfen.
Schüpbach hat mit seiner Lebensgefährtin zwei Kinder.

## Werke
- Das «Apfelbutzenidyll». wls Verlag Rieden, Baden 1993.
- «Das andere Erdbeben.» Ein chilenisches Bilderbuch. Gedichte. Baden Verlag, Baden 1993, ISBN 3-85545-076-5.
- Sippenhaftung. Roman. KJanus/GSVerlag, Basel 1996, ISBN 3-7185-0157-0.
- Kindertotenlieder. Gedichte. Audio-CD. ars verbalis, Lenzburg 1998, ISBN 3-909188-22-2.
- Kindertotenlieder. Gedichte. Nimrod Literatur Verlag, Zürich 2000, ISBN 3-907139-46-1.
- Harp Lager. Rauhreif Verlag, Zürich 2003, ISBN 3-907764-52-8.
- Die Kunst des Laubsägens. Gedichte. Wolfbach Verlag, Zürich 2005, ISBN 3-9520831-0-0.
- Scherben. Gedichte. Wolfbach Verlag, Zürich 2013, ISBN 978-3-905910-34-6.
- Sebastian im Schnee: Gedichte (Die Reihe). Wolfbach Verlag, Zürich 2020, ISBN 978-3-906929-39-2.
- Drei reisen: Gedichte. Edition Howeg, Zürich 2022, ISBN 978-3-85736-369-6.